# Herpa

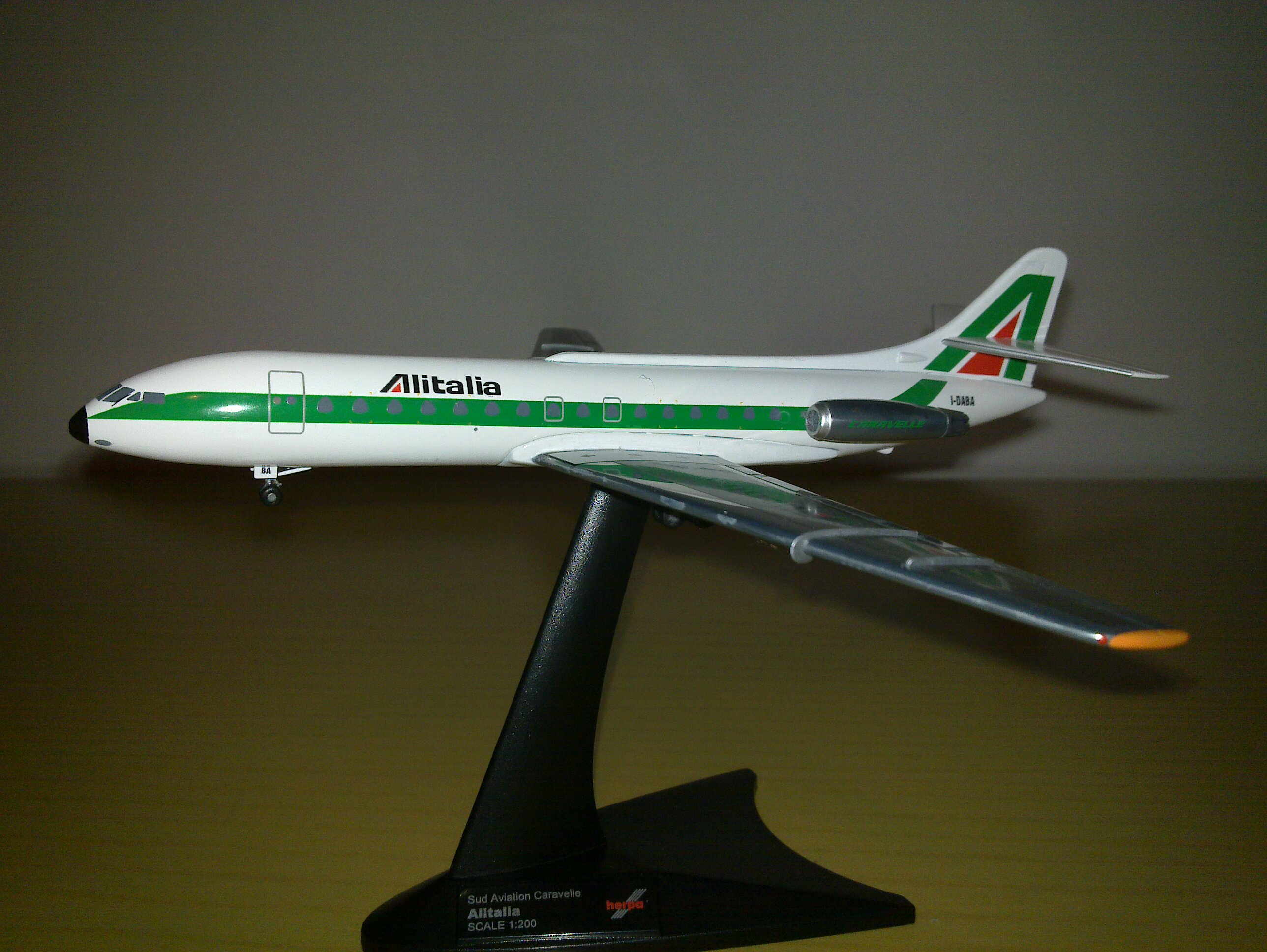
Un aeromodello Herpa del Sud Aviation Caravelle di Alitalia

Herpa Miniaturmodelle GmbH (Hergenröther Patente), con sede in Dietenhofen (Baviera) è uno dei più grandi produttore mondiali di modelli di autoveicoli e di aerei.
La produzione di modelli di autoveicoli è iniziato nel 1978. In precedenza Herpa era già un produttore di accessori per fermodellismo. La società è stata fondata nel 1949 da Wilhelm Hergenrother a Norimberga.

## Prodotti
Il ventaglio di modelli prodotti da Herpa comprende i modelli di camion in scala 1:87, 1:120, 1:160 e 1:220, automodelli plastici in scala 1:43, aereo modelli in scala 1:160, 1:200, 1:400, 1:500 e 1:1000, modelli di navi scala 1:1250.
Ogni anno Herpa produce più di quattro milioni di modelli di auto e camion, l'azienda impiega 250 dipendenti.

### Herpa Wings

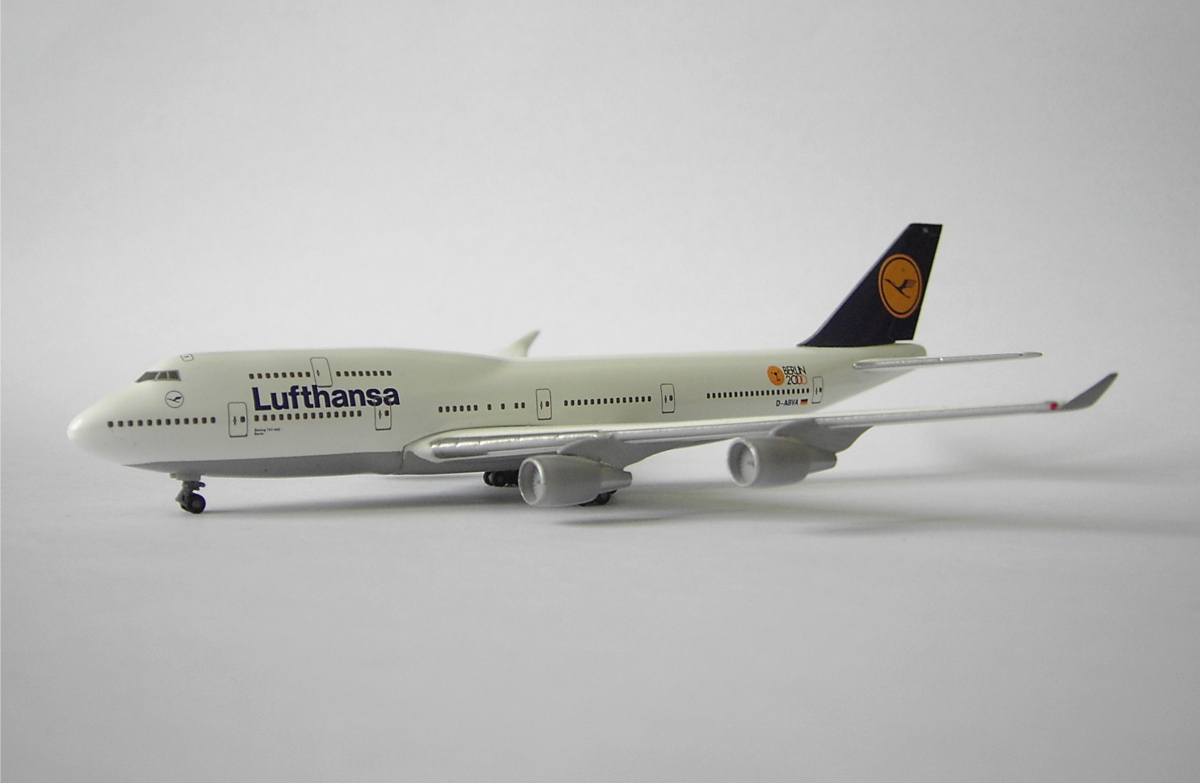
Herpa Lufthansa - Boeing 747-400 scala 1:500

Herpa Wings è il settore degli aeromodelli, in varie scale. I primi prodotto sul mercato sono stati un paio di aeromodelli in plastica scala 1:500 lanciati, nel febbraio 1992, in occasione della Fiera del giocattolo di Norimberga.
Oggi, la produzione di aeromodelli comprende centinaia di modelli di decine compagnie aeree di tutto il mondo, in scala 1:1000, 1:600 (serie Magic-models), 1:500 (serie standard), 1:400, 1:200 e 1:160.
Dal 2001, gli aeromodelli sono stati completamente rivisti e sono forniti completi di stand e ruote, sono anche prodotti per conto di molte compagnie aeree.
Inoltre la produzione copre anche accessori e set per ricreare miniature di aeroporti in scala, con veicoli, luci, case, alberi, ecc.